# ジェームズ・K・オークボ
ジェームズ・カズオ・オークボ（James Kazuo Okubo、日本名：大久保 和男〈おおくぼ かずお〉、1920年5月30日 - 1967年1月29日）は、日系アメリカ人のアメリカ陸軍第442連隊戦闘団衛生五等特技兵。第二次世界大戦時の活躍により、名誉勲章受章者となった。デトロイト・マーシー大学卒業。

## 経歴
ワシントン州アナコーテスに生まれる。軍に入隊するまでは、日系人収容所の1つであるカリフォルニア州のツールレーク収容所に収容されていた。
1944年10月28日に、第442連隊戦闘団の衛生五級特技兵の階級にあったオークボは、フランス北東部ビフォンテーヌ近郊のForet Domaniale de Champでの同日から2日間に亘る戦闘の間、負傷兵を安全な場所へ運び、強烈な敵の砲火をものともせず、多数の兵の手当てにあたった。1週後の11月4日に、彼は男性を燃えている戦車から救出する為に、再び敵の砲火に果敢に立ち向かった。一連の行為によって、オークボは名誉勲章受章者に推薦されたが、衛生兵は同章の受章資格が無いという誤った認識によって、銀星章を授与されるに留まった。その後、同階級で除隊する。
1967年1月29日に、交通事故により46歳で他界。現在は、ミシガン州デトロイトのウッドローン墓地に埋葬されている。
1990年代になって全てのアジア系アメリカ人の殊勲十字章受章歴を再調査したところ、名誉勲章に格上げされることとなった。2000年6月21日にホワイトハウスで執り行われた式典において、ビル・クリントン大統領からオークボの遺族に名誉勲章が贈呈された。

## 名誉勲章
オークボが受賞した名誉勲章には下記のように記されている。
ジェームズ・K・オークボ衛生五等特技兵は、1944年10月28・29日と11月4日のフランス北東部ビフォンテーヌ近郊のForet Domaniale de Champにおける作戦中の際立って英雄的な行動によって、その名を残すこととなった。10月28日に、地雷原と防柵の後方から急襲する強烈な敵の砲火の下で、オークボ衛生五等特技兵は、敵の防御線より150ヤードの地点から、40ヤード以内にまで這って進んだ。彼が最後に残った負傷した仲間を連れ戻す間、2つの手榴弾が投げつけられた。敵の小銃とマシンガンによる不断の集中砲火の中、28日に17名、翌29日にもう8名の仲間の手当てにあたった。11月4日に、オークボ衛生五等特技兵は機関銃砲火の中75ヤードを走り抜き、敵の砲火を浴びながらも、燃え盛る戦車の中から、重傷を負って、本来ならば死ぬはずだった仲間を救助し、治療を施した。オークボ衛生五等特技兵の類まれな英雄的行為と任務への忠誠は、軍隊の最も崇高な伝統を維持し、また、彼本人やその部隊、ひいてはアメリカ陸軍への大きな信頼をもたらすものであった。